# Karaman (tỉnh)
Karaman là một tỉnh ở miền trung Thổ Nhĩ Kỳ. Tỉnh này có diện tích  là 9.163 km² và dân số là 252.377 (ước tính năm 2006). Theo điều tra năm 2000, tỉnh này có dân số 243.210 người. Mật độ dân số tỉnh này là 27,54 người/km². Tỉnh có mã giao thông 70. Tỉnh lỵ là thành phố Karaman. Karaman là tiểu vương quốc Hồi giáo Karamanid, chấm dứt năm 1486.

## Các huyện
Karaman được chia thành 6 đơn vị cấp huyện (tỉnh lỵ được bôi đậm):
- Ayrancı
- Başyayla
- Ermenek
- Karaman
- Kazımkarabekir
- Sarıveliler